# Vendegies-sur-Écaillon
Pour les articles homonymes, voir Écaillon.
Vendegies-sur-Écaillon est une commune française située dans le département du Nord, en région Hauts-de-France.
Ses habitants sont appelés les Vendegeois. Ils ont pour sobriquet les Cailloux cornus, appellation attribuée à une bière mise à l'honneur lors de la fête annuelle de la bière à Vendegies. Commune rurale située dans la vallée verdoyante d'un affluent de l'Escaut, proche du parc naturel régional de l'Avesnois, Vendegies l'est également de Valenciennes et fait partie de son aire urbaine.

## Géographie

### Localisation
Vendegies-sur-Écaillon est située à l'extrême nord de l'arrondissement de Cambrai, plus près de Valenciennes (10,8 km au nord à vol d'oiseau) que de Cambrai, qui est à 21,5 km. Solesmes est à 8,7 km au sud, Le Quesnoy à 9 km à l'est et Lille, la capitale régionale, à 52,3 km. La commune est limitrophe du parc naturel régional de l'Avesnois,.
| Quérénaing Sommaing | Quérénaing             | Artres Sepmeries          |
| Sommaing            | Vendegies-sur-Écaillon | Bermerain                 |
| Verchain-Maugré     | Haussy                 | Saint-Martin-sur-Écaillon |

### Géologie, relief et hydrographie
Le village est situé à la confluence de l'Écaillon, affluent de rive droite de L'Escaut, et du ruisseau des Harpies, qui tous deux prennent leur source dans l'Avesnois. Le Rogneau (ou Roniau) est un ruisseau qui contourne le village par le nord et l'est et va rejoindre l'Écaillon à faible distance. Le village est bâti sur la rive droite de l'Écaillon, à une altitude moyenne de 55 m, soit quelques mètres plus haut que le cours de la rivière.

### Hydrographie

#### Réseau hydrographique
La commune est située dans le bassin Artois-Picardie. Elle est drainée par l'Écaillon et le ruisseau des Harpies,.
L'Écaillon, d'une longueur de 33 km, prend sa source dans la commune de Locquignol et se jette  dans l'Escaut canalisée à Prouvy, après avoir traversé 13 communes.
Le ruisseau des Harpies, d'une longueur de 24 km, prend sa source dans la commune de Landrecies et se jette  dans l'Écaillon sur la commune, après avoir traversé onze communes.

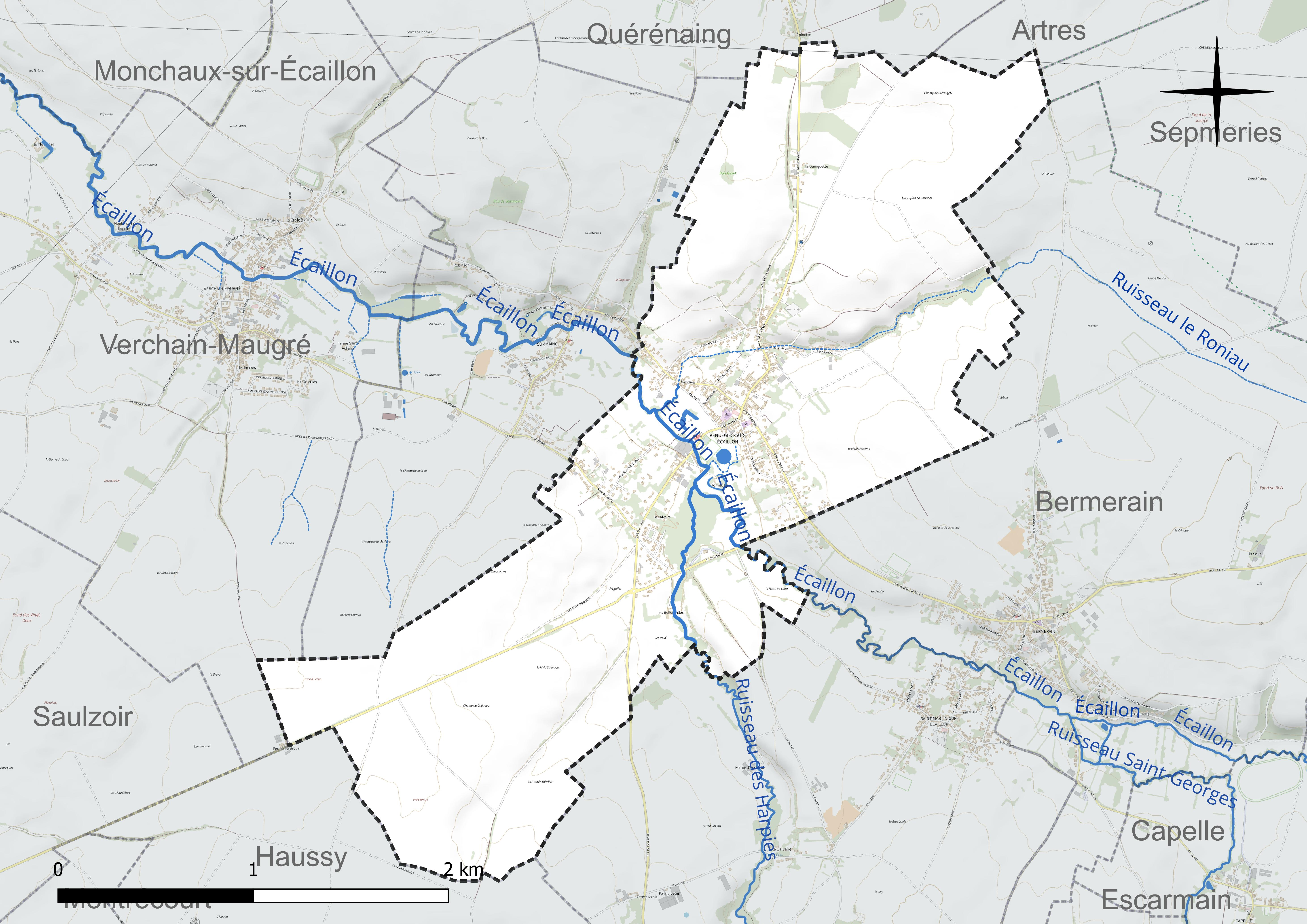
Réseau hydrographique de Vendegies-sur-Écaillon.

#### Gestion et qualité des eaux
Le territoire communal est couvert par le schéma d'aménagement et de gestion des eaux (SAGE) « Escaut ». Ce document de planification concerne un territoire de 2 005 km2 de superficie, délimité par le bassin versant de l'Escaut. Le périmètre a été arrêté le 9 juin 2006 et le SAGE proprement dit a été approuvé le 13 juillet 2021. La structure porteuse de l'élaboration et de la mise en œuvre est le syndicat mixte Escaut et Affluents (SyMEA).
La qualité des cours d'eau peut être consultée sur un site dédié géré par les agences de l'eau et l'Agence française pour la biodiversité.

### Climat
Pour des articles plus généraux, voir Climat des Hauts-de-France et Climat du Nord.
En 2010, le climat de la commune est de type climat océanique dégradé des plaines du Centre et du Nord, selon une étude du CNRS s'appuyant sur une série de données couvrant la période 1971-2000. En 2020, Météo-France publie une typologie des climats de la France métropolitaine dans laquelle la commune est exposée à un climat océanique altéré et est dans la région climatique Nord-est du bassin Parisien, caractérisée par un ensoleillement médiocre, une pluviométrie moyenne régulièrement répartie au cours de l'année et un hiver froid (3 °C).
Pour la période 1971-2000, la température annuelle moyenne est de 10,4 °C, avec une amplitude thermique annuelle de 14,8 °C. Le cumul annuel moyen de précipitations est de 706 mm, avec 12,4 jours de précipitations en janvier et 9,4 jours en juillet. Pour la période 1991-2020, la température moyenne annuelle observée sur la station météorologique la plus proche, située sur la commune de Valenciennes à 11 km à vol d'oiseau, est de 11,0 °C et le cumul annuel moyen de précipitations est de 694,1 mm,. Pour l'avenir, les paramètres climatiques de la commune estimés pour 2050 selon différents scénarios d'émission de gaz à effet de serre sont consultables sur un site dédié publié par Météo-France en novembre 2022.

### Voies de communication et transports
Le village est au croisement de la route départementale D 958 vers Valenciennes au nord et Solesmes au sud, et de la route départementale D 85 vers Sommaing d'une part, et vers la jonction avec la D 942 au lieu-dit « Trousse-Minou » d'autre part. Au sud du village se croisent également la D 114 de Cambrai à Le Quesnoy, dite « chaussée Brunehaut », qui suit le tracé de l'ancienne voie romaine de Cambrai à Bavay, la D 958 et la D 40a vers Thiant et Valenciennes.
Vendegies est desservie par trois lignes du réseau CambrésiX, groupement composé de six entreprises de transport locales, vers Caudry, Solesmes, et Famars (Université, terminus de la ligne A du tramway de Valenciennes).
La gare SNCF la plus proche est à Valenciennes.

## Urbanisme

### Typologie
Au 1er janvier 2024, Vendegies-sur-Écaillon est catégorisée bourg rural, selon la nouvelle grille communale de densité à sept niveaux définie par l'Insee en 2022.
Elle est située hors unité urbaine. Par ailleurs la commune fait partie de l'aire d'attraction de Valenciennes (partie française), dont elle est une commune de la couronne,. Cette aire, qui regroupe 102 communes, est catégorisée dans les aires de 200 000 à moins de 700 000 habitants,.

### Occupation des sols
L'occupation des sols de la commune, telle qu'elle ressort de la base de données européenne d'occupation biophysique des sols Corine Land Cover (CLC), est marquée par l'importance des territoires agricoles (93 % en 2018), une proportion sensiblement équivalente à celle de 1990 (93,3 %). La répartition détaillée en 2018 est la suivante :
terres arables (66,5 %), prairies (21,5 %), zones urbanisées (7 %), zones agricoles hétérogènes (5 %). L'évolution de l'occupation des sols de la commune et de ses infrastructures peut être observée sur les différentes représentations cartographiques du territoire : la carte de Cassini (XVIIIe siècle), la carte d'état-major (1820-1866) et les cartes ou photos aériennes de l'IGN pour la période actuelle (1950 à aujourd'hui).

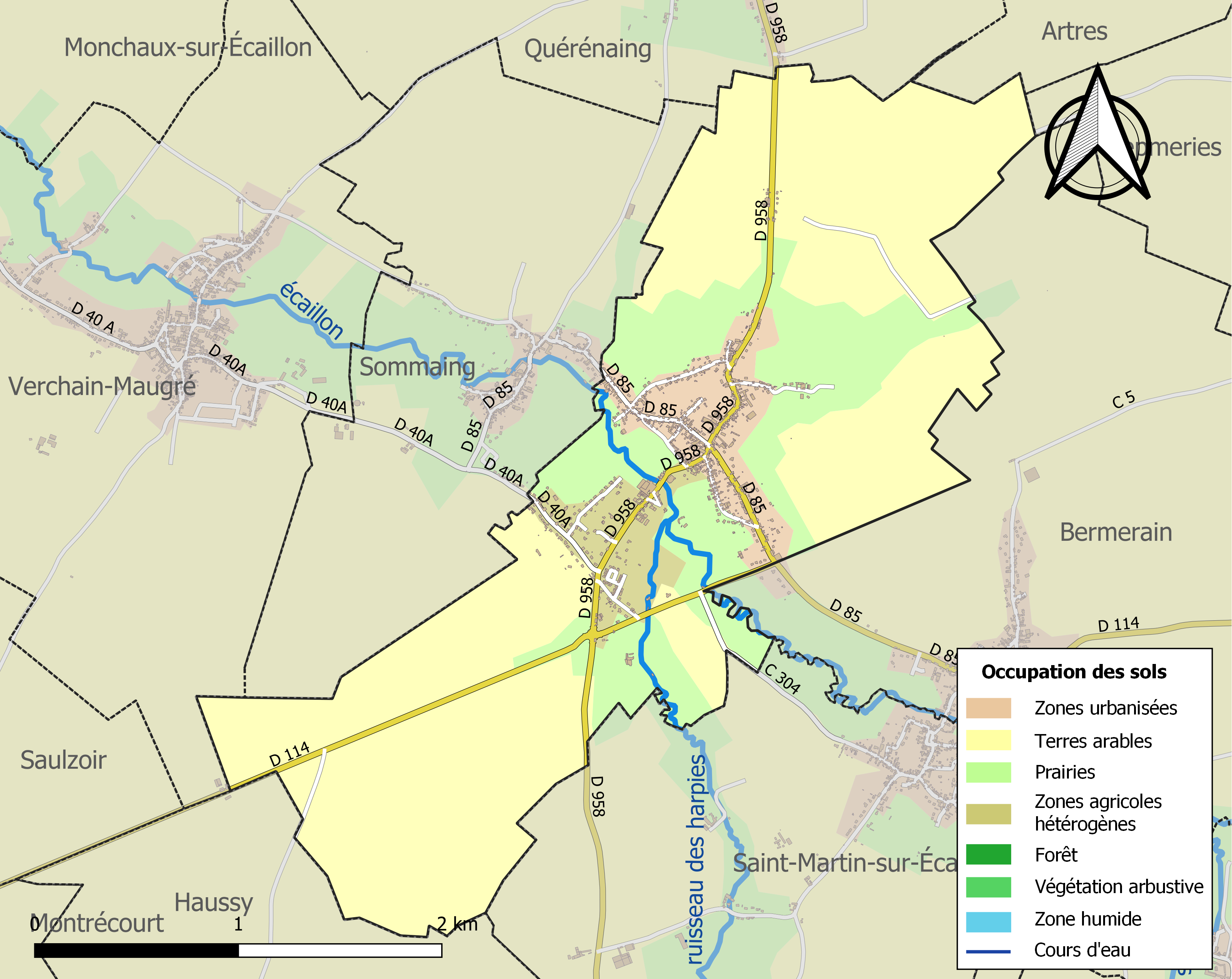
Carte des infrastructures et de l'occupation des sols de la commune en 2018 (CLC).

### Logement
En 2008, Vendegies-sur-Écaillon comptait 445 résidences principales, auxquelles s'ajoutaient 27 logements vacants, soit 6 % du total, et un faible nombre de résidences secondaires. Les maisons représentaient 96,5 % de l'ensemble des logements, pourcentage en diminution par rapport au recensement de 1999 (97,7 %) mais nettement supérieur à celui observé dans le département du Nord (68,6 %).
La part de résidences principales datant d'avant 1949 s'élevait à 42,6 %. Pour les constructions plus récentes, 14,9 % des logements dataient d'entre 1949 et 1974 et 42,6 % d'après 1975.

## Toponymie
La commune s'est appelée Duo flumina (« deux rivières », en raison de la confluence du ruisseau des Harpies et de l'Écaillon). On trouve aussi les noms Vendelgies (1111), Vendelnies (1121), Vendelgiis (1133), Vendegies (1304 et 1349). Mannier y voit un nom d'homme, « Vendel », ou « Wandalgis ».

## Histoire

### De la préhistoire au Moyen Âge

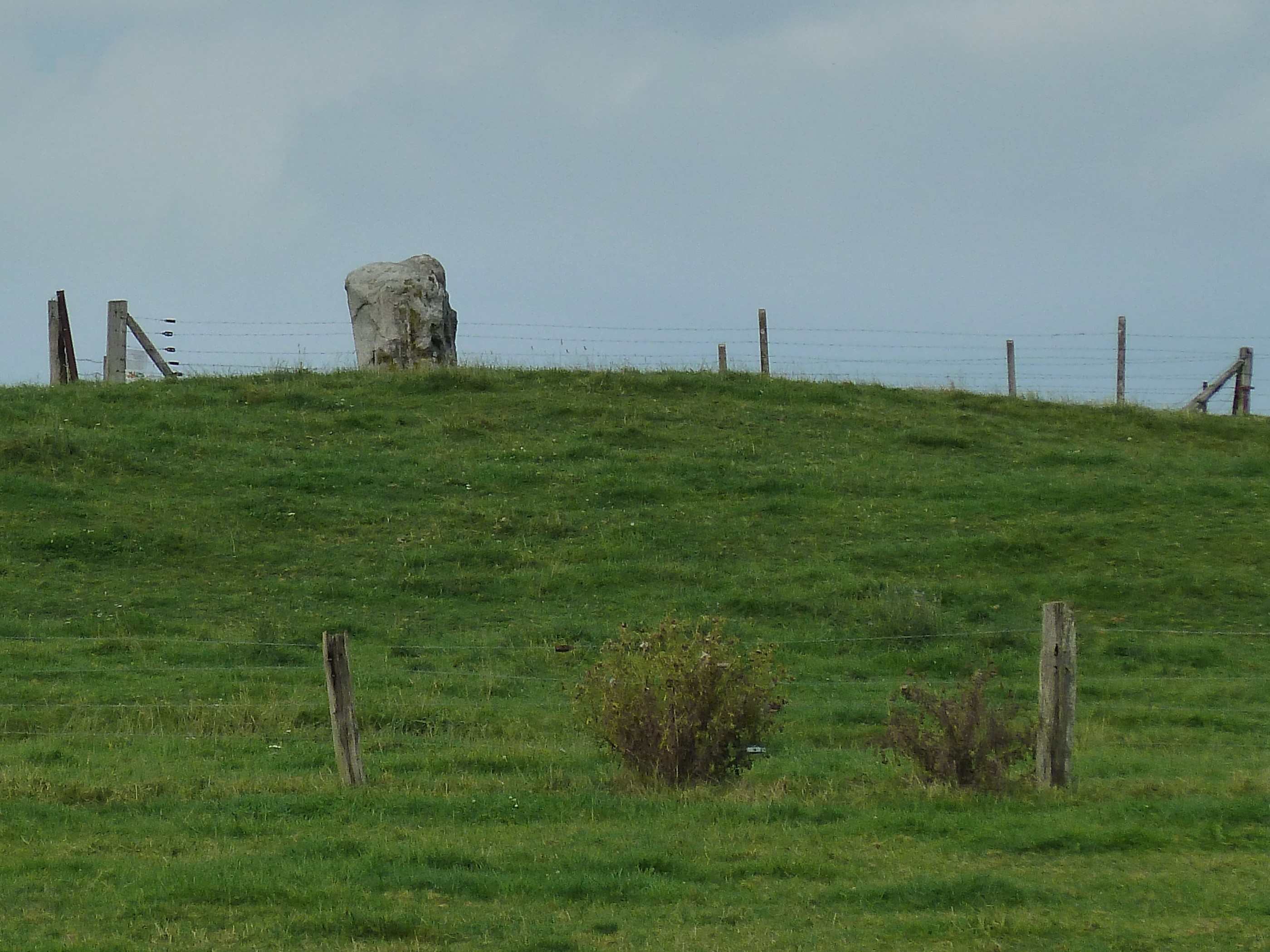
Vendegies-sur-Écaillon.- Le Menhir dit Le Gros Caillou ou Grès Montfort (2)

Le « menhir » dressé à proximité de la commune, qui serait à l'origine un dolmen, témoignerait d'une occupation du territoire à l'époque néolithique.
À l'époque gallo-romaine le lieu appartenait à la cité des Nerviens, dont la première capitale, Bavay, fut remplacée par Cambrai au IVe siècle. La voie romaine de Cambrai à Bavay passait à quelques centaines de mètres au sud du village actuel.
Selon André Le Glay, Hermoniacum, lieu mentionné par la table de Peutinger entre Bavay à 18 km et Cambrai à 22 km, servait de relais pour l'armée romaine sur la route qui reliait ces deux villes. Son emplacement exact est incertain, mais à la suite de Jean-Baptiste Lambiez, curé de Bavay en 1804, Le Glay le situe au lieu-dit « Herménage », à peu près à l'intersection de la route et des deux cours d'eau, l'Écaillon et les Harpies. Le nom aurait plus tard été déformé en « Clair ménage ». Des fouilles conduites par la société d'émulation de Cambrai en 1823 ont mis au jour de nombreux objets romains à cet endroit. Toutefois une autre hypothèse situe Hermoniacum un peu plus à l'est, à Bermerain.
Gérard de Vendegies cède la dîme de sa seigneurie au chapitre de Cambrai en 1091.
Vendegies comportait plusireurs seigneuries. Ainsi, Logny (ou Loignies : Lonni) appartenait aux Quarouble (voir à cet article) et passa aux Montmorency-Neuville par les Montoye de Roul(l)ers ; la seigneurie principale de Vendegies fut héritée par les Montmorency-Fosseux (1486 : mariage d'Anne de Vendegies et d'Ogier de Montmorency) ; alors que Vendegies-au-Bois fut aux Montmorency-Nivelle-Horn (par les Horn(es) de Montigny, Loffre et Lewarde) (cf. les sites Racines&Histoire,).
Le 3 novembre 1581, sont données à Lisbonne, des lettres de chevalerie pour Nicolas Maximilien de Montmorency-Fosseux (Maison de Montmorency), seigneur de Vendegies. Nicolas de Montmorency est gentilhomme de la bouche du roi d'Espagne Philippe II (maître d'hôtel du roi) et devient en 1611, chef des finances des archiducs Albert et Isabelle (voir Liste des gouverneurs des Pays-Bas espagnols et autrichiens), conseiller en leur conseil d'État. Il fut également plusieurs fois commissaire au renouvellement des lois de Flandre. Il meurt le 16 mai 1617, sans postérité de son épouse Anne de Croÿ (Maison de Croÿ), dame de Bermeraing et de Pamèle
L'abbaye des Dames de Beaumont a déclaré posséder des biens dans le village en 1602.

### Époque moderne

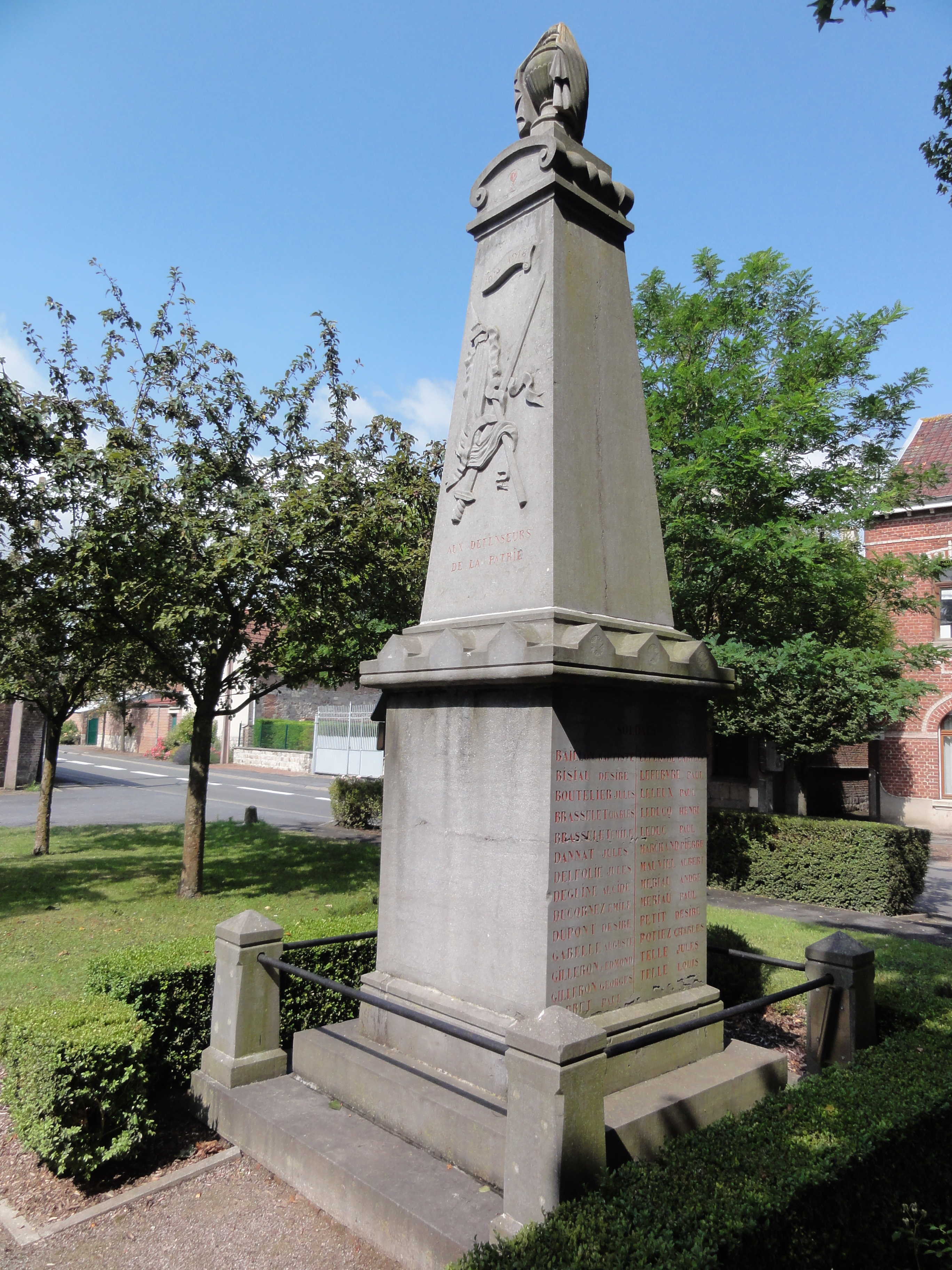
Le monument aux morts

Avant la Révolution, Vendegies-sur-Écaillon dépendait du bailliage du Quesnoy. La paroisse envoya deux représentants du tiers-état du 15 au 21 avril 1789 au Quesnoy pour la rédaction des doléances. Sous la Révolution, Vendegies fut d'abord incorporée au district du Quesnoy en 1793, puis à l'arrondissement de Cambrai en 1801.
La deuxième moitié du XIXe siècle vit les lignes de chemin de fer se multiplier dans la région. En 1871 vit le jour un projet de ligne ferroviaire reliant Valenciennes au Cateau-Cambrésis, par la vallée de l'Écaillon. Le projet fut toutefois modifié par la suite en faveur d'un tracé suivant la vallée de la Selle.
Le 12 août 1893, une loi déclara d'utilité publique l'établissement d'un réseau de chemins de fer d'intérêt local, à écartement métrique, dont l'une des lignes desservait  Haspres d'une part et Solesmes d'autre part via Vendegies. La concession était délivrée à la Société des chemins de fer économiques du Nord. La ligne de Solesmes à Haspres fut ouverte en 1909, fermée à la déclaration de la Première Guerre mondiale et déclassée en 1936.
Dans le cimetière du Calvaire se trouvent les tombes de guerre de 26 Français tombés en 1914 au début de la Première Guerre mondiale. Une plaque à l'église commémore l'occupation de la commune durant cette guerre 1914-1918. Vendegies fut libéré le 24 octobre 1918 par la 61e division britannique. Le monument aux morts mentionne 27 soldats et officiers tombés pour la France et 8 victimes civiles. Au cimetière du Calvaire (Crucifix cemetery) reposent 50 soldats britanniques et au Vendegies cross roads British Cimetery 48 soldats britanniques. Ces deux cimetières sont gérés par la Commonwealth War Graves Commission,.

## Politique et administration

### Situation administrative
La commune de Vendegies-sur-Ecaillon se situe dans le département du Nord et fait partie de la région Hauts-de-France. Bien qu'elle soit plus proche de Valenciennes (à 13 km), elle appartient à l'arrondissement de Cambrai (à 23 km) et au Canton de Caudry (à 20 km), depuis le redécoupage territorial de 2014.
La commune est membre de la Communauté de communes du Pays Solesmois, qui rassemble 15 communes (Beaurain, Bermerain, Capelle, Escarmain, Haussy, Montrécourt, Romeries, Saint-Martin-sur-Écaillon, Saint-Python, Saulzoir, Solesmes, Sommaing, Vendegies-sur-Écaillon, Vertain et Viesly) pour une population totale d'un peu moins de 15 000 habitants.

### Tendances politiques et résultats
Les récentes consultations électorales font apparaître un électorat vendegeois plutôt favorable à la droite.
Au premier tour des élections municipales de 2014 la liste « Ensemble Poursuivons » de Laurence Pralat (Divers gauche) a obtenu 50,60 % des suffrages et 12 élus, et la liste « Vendegies demain » d'Annie Faure (DVD) 49,39 % et 3 élus, pour un taux de participation de 81,69 %.
Au premier tour de l'élection présidentielle de 2012, les quatre candidats arrivés en tête à Vendegies-sur-Écaillon sont Nicolas Sarkozy (UMP, 30,58 %), François Hollande (PS, 24,32 %), Marine Le Pen (FN, 23,90 %), et Jean-Luc Mélenchon (Front de gauche, 6,83 %) avec un taux de participation de 87,18 %. Au deuxième tour Nicolas Sarkozy arrive en tête avec 56,46 % des voix, pour un taux de participation de 89,50 %.
Au deuxième tour des élections régionales de 2010, 41,02 % des suffrages exprimés sont allés à la liste conduite par Daniel Percheron (PS), 38,36 % à celle de Valérie Létard (UMP), et 20,62 % à la liste FN de Marine Le Pen, pour un taux de participation de 56,99 %.
Aux élections européennes de 2009, les deux meilleurs scores à Vendegies-sur-Écaillon étaient ceux de la liste de la majorité présidentielle conduite par Dominique Riquet, qui a obtenu 139 suffrages soit 30,96 % des suffrages exprimés (département du Nord 24,57 %), et de la liste du Parti socialiste conduite par Gilles Pargneaux, qui a obtenu 71 suffrages soit 15,81 % des suffrages exprimés (département du Nord 19,55 %), pour un taux de participation de 55,17 %.
Au deuxième tour de l'élection présidentielle de 2007, 60,72 % des électeurs ont voté pour Nicolas Sarkozy (UMP), et 39,28 % pour Ségolène Royal (PS), avec un taux de participation de 90,35 %.
Au deuxième tour des élections législatives de 2007, 61,65 % des électeurs de Vendegies-sur-Écaillon ont voté pour Marie-Sophie Lesne (UMP) (47,22 % dans la 22e circonscription du Nord), 38,35 % pour Christian Bataille (PS) (52,78 % dans la circonscription), avec un taux de participation de 65,75 % et de 63,90 % dans la circonscription.

### Administration municipale
La commune ayant entre 500 et 1 500 habitants le nombre de conseillers municipaux est de quinze. Le maire élu en 2020 est M. Jean Faure. Cependant, le scrutin est annulé en mars 2021 par le Conseil d'État et une délégation spéciale est nommée pour gérer les affaires courantes jusqu'à la tenue de nouvelles élections. Jean Faure est réélu.

### Liste des maires
Maire de 1802 à 1807 : Lecomte,.

Maire en 1881 : Bracq.
| Période                                  | Période   | Identité             | Étiquette | Qualité                                                                  |
| ---------------------------------------- | --------- | -------------------- | --------- | ------------------------------------------------------------------------ |
| mars 2001                                | mars 2014 | Michel Wallerand     | PS        | Président de la CCPS (2008-2014)                                         |
| mars 2014                                | mai 2020  | Laurence Pralat-Duez | DVG       |                                                                          |
| mai 2020                                 | mars 2021 | Jean Faure           | DVD       | Professeur de lettres modernes Élection annulée                          |
| mars 2021                                | juin 2021 | Jocelyne Hennequin   |           | Présidente de la délégation spéciale                                     |
| juin 2021                                | En cours  | Jean Faure           | DVD       | Professeur de lettres modernes Réélu à la suite d'une élection partielle |
| Les données manquantes sont à compléter. |           |                      |           |                                                                          |

### Instances judiciaires et administratives
La commune de Vendegies-sur-Écaillon est dans le ressort de la cour d'appel de Douai, du tribunal de grande instance, du tribunal d'instance et du conseil de prud'hommes de Cambrai, et à la suite de la réforme de la carte judiciaire engagée en 2007, du tribunal de commerce de Douai.

### Politique environnementale
Le territoire communal est en partie couvert par une zone naturelle d'intérêt écologique, faunistique et floristique (ZNIEFF), un des éléments majeurs de la politique de protection de la nature et de prise en compte de l'environnent dans l'aménagement du territoire : cette ZNIEFF de type 1 correspond à la « vallée de l'Écaillon entre Beaudignies et Thiant ». Vallée herbagère en bordure de l'openfield du Cambrésis, elle joue un rôle d'« oasis » de nature et de corridor écologique entre l'Avesnois et la vallée de l'Escaut,.
La vallée de l'Écaillon est l'un des secteurs prioritaires retenus pour la mise en œuvre de pratiques durables et de restauration des prairies humides par le Document d'Orientation Générale du SCoT du Cambrésis.

### Jumelages et partenariats
Début 2012, Vendegies-sur-Écaillon n'est jumelée avec aucune autre commune.

## Population et société

### Démographie
Vendegies-sur-Écaillon appartient à l'aire urbaine de Valenciennes, qui rassemblait 105 communes et près de 400 000 habitants au 1er janvier 2007.

#### Évolution démographique
L'évolution du nombre d'habitants est connue à travers les recensements de la population effectués dans la commune depuis 1793. Pour les communes de moins de 10 000 habitants, une enquête de recensement portant sur toute la population est réalisée tous les cinq ans, les populations de référence des années intermédiaires étant quant à elles estimées par interpolation ou extrapolation. Pour la commune, le premier recensement exhaustif entrant dans le cadre du nouveau dispositif a été réalisé en 2005.

En 2022, la commune comptait 1 123 habitants, en évolution de +4,47 % par rapport à 2016 (Nord : +0,51 %, France hors Mayotte : +2,11 %).
| 1793 | 1800 | 1806 | 1821 | 1831  | 1836  | 1841  | 1846  | 1851  |
| ---- | ---- | ---- | ---- | ----- | ----- | ----- | ----- | ----- |
| 702  | 525  | 676  | 847  | 1 021 | 1 098 | 1 145 | 1 229 | 1 275 |

| 1856  | 1861  | 1866  | 1872  | 1876  | 1881  | 1886  | 1891  | 1896  |
| ----- | ----- | ----- | ----- | ----- | ----- | ----- | ----- | ----- |
| 1 295 | 1 325 | 1 268 | 1 310 | 1 235 | 1 185 | 1 133 | 1 069 | 1 022 |

| 1901 | 1906 | 1911 | 1921 | 1926 | 1931 | 1936 | 1946 | 1954 |
| ---- | ---- | ---- | ---- | ---- | ---- | ---- | ---- | ---- |
| 999  | 936  | 874  | 765  | 775  | 770  | 785  | 803  | 800  |

| 1962 | 1968 | 1975 | 1982 | 1990  | 1999  | 2005  | 2006  | 2010  |
| ---- | ---- | ---- | ---- | ----- | ----- | ----- | ----- | ----- |
| 814  | 813  | 802  | 911  | 1 006 | 1 029 | 1 072 | 1 071 | 1 121 |

| 2015  | 2020  | 2022  | - | - | - | - | - | - |
| ----- | ----- | ----- | - | - | - | - | - | - |
| 1 088 | 1 108 | 1 123 | - | - | - | - | - | - |

#### Pyramide des âges
La population de la commune est relativement jeune.
En 2018, le taux de personnes d'un âge inférieur à 30 ans s'élève à 34,1 %, soit en dessous de la moyenne départementale (39,5 %). À l'inverse, le taux de personnes d'âge supérieur à 60 ans est de 25,1 % la même année, alors qu'il est de 22,5 % au niveau départemental.
En 2018, la commune comptait 551 hommes pour 536 femmes, soit un taux de 50,69 % d'hommes, largement supérieur au taux départemental (48,23 %).
Les pyramides des âges de la commune et du département s'établissent comme suit.
| Hommes | Classe d’âge | Femmes |
| ------ | ------------ | ------ |
| 0,2    | 90 ou +      | 2,0    |
| 3,7    | 75-89 ans    | 6,6    |
| 18,1   | 60-74 ans    | 19,6   |
| 23,0   | 45-59 ans    | 21,1   |
| 18,0   | 30-44 ans    | 19,8   |
| 16,0   | 15-29 ans    | 14,5   |
| 21,0   | 0-14 ans     | 16,5   |

| Hommes | Classe d’âge | Femmes |
| ------ | ------------ | ------ |
| 0,5    | 90 ou +      | 1,4    |
| 5,3    | 75-89 ans    | 8,1    |
| 14,8   | 60-74 ans    | 16,2   |
| 19,1   | 45-59 ans    | 18,4   |
| 19,5   | 30-44 ans    | 18,7   |
| 20,7   | 15-29 ans    | 19,1   |
| 20,2   | 0-14 ans     | 18     |

### Enseignement
La commune gère une école maternelle à deux classes rue de Sommaing et une école primaire à trois classes rue de la mairie. En 2012 ces classes scolarisent environ 130 élèves.
Les établissements d'enseignement secondaire les plus proches sont à Solesmes et Le Quesnoy.

### Santé
En 2012, Vendegies-sur-Écaillon compte quelques professionnels de la santé : médecins généralistes, kinésithérapeute, infirmière. Une pharmacie est également installée dans la commune. Les établissements de soins les plus proches sont ceux de Le Quesnoy et Valenciennes.

### Sports
Plus de vingt associations participent à la vie de la commune dans le domaine des arts, des sports et de la vie civique.

### Cultes
Les Vendegeois disposent d'un lieu de culte catholique, l'église Saint-Saulve, qui fait partie de la paroisse Saint-Joseph-en-Solesmois dans le diocèse de Cambrai.

## Économie

### Revenus de la population et fiscalité
En 2009, le revenu fiscal médian par ménage était de 20 805 €, ce qui plaçait Vendegies-sur-Écaillon au 4 910e rang parmi les 31 604 communes de plus de 50 ménages en métropole.

### Emploi
Vendegies-sur-Écaillon se trouve dans le bassin d'emploi du Cambrésis. Les agences Pôle emploi pour la recherche d'emploi les plus proches sont celles de Le Quesnoy-Landrecies, Denain et Valenciennes-Tertiales.
En 2008, la population de Vendegies-sur-Écaillon se répartissait ainsi : 71,4 % d'actifs, ce qui est proche des 71,6 % d'actifs de la moyenne nationale et 9,5 % de retraités, un chiffre supérieur au taux national de 8,5 %. Le pourcentage de chômeurs était de 5,5 % contre 6 % en 1999.

### Entreprises et commerces
Au 31 décembre 2009, Vendegies-sur-Écaillon comptait 45 établissements.
Répartition des établissements par domaines d'activité
|                             | Ensemble | Agriculture | Industrie | Construction | Commerce | Services |
| --------------------------- | -------- | ----------- | --------- | ------------ | -------- | -------- |
| Nombre d'établissements     | 45       | 7           | 2         | 3            | 21       | 12       |
| %                           | 100 %    | 15,6 %      | 4,4 %     | 6,7 %        | 46,7 %   | 26,7 %   |
| Sources des données : INSEE |          |             |           |              |          |          |

### Lieux et monuments

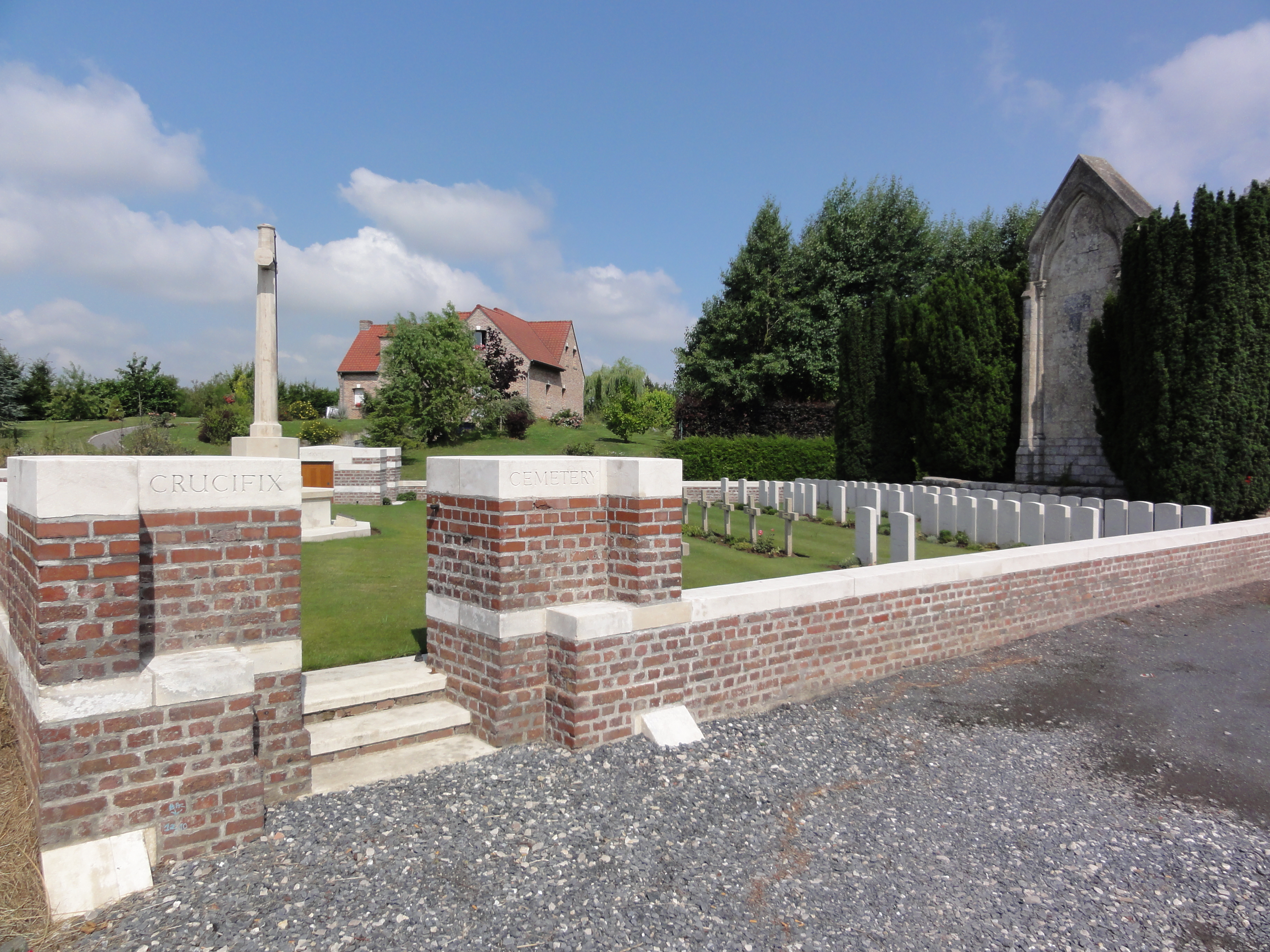
Le cimetière britannique du Calvaire.

## Culture locale et patrimoine

### L'église Saint-Saulve
Elle fut rebâtie en 1862. La tour du clocher est le seul vestige de l'édifice précédent et date de 1631. L'église, de style néo-gothique sur le modèle de celle de Saint-Saulve, possède un important mobilier: une dalle funéraire de 1627, un Christ en bois du XVe siècle récemment restauré et un retable peint du XVIIe siècle, à quoi s'ajoute un ensemble de 14 vitraux et des fresques du chemin de croix peintes par Émile Flamant vers 1950. L'église a bénéficié de travaux de restauration importants au début du XXIe siècle.

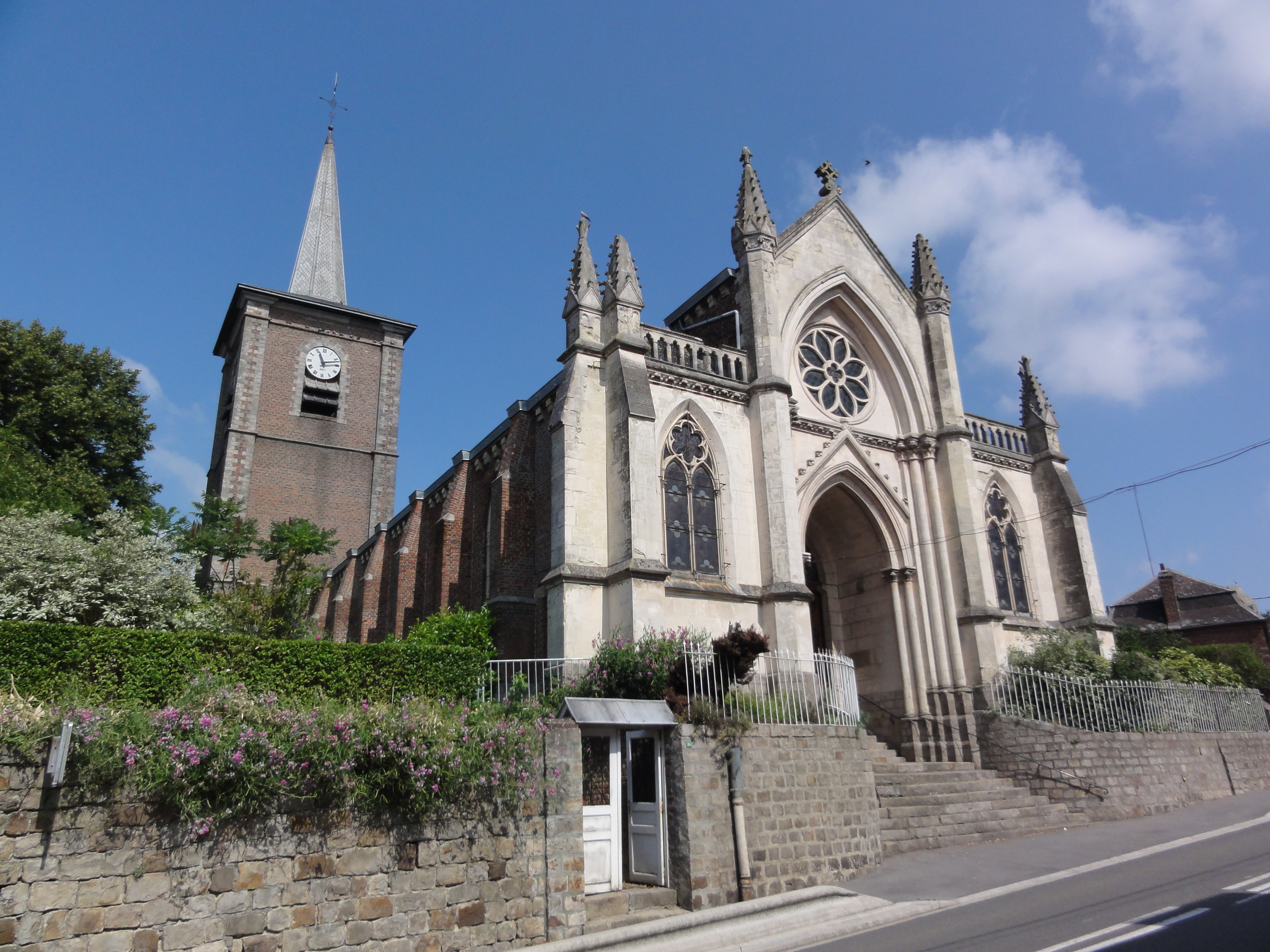
Vendegies-sur-Écaillon (Nord, Fr) l'église Saint-Saulve
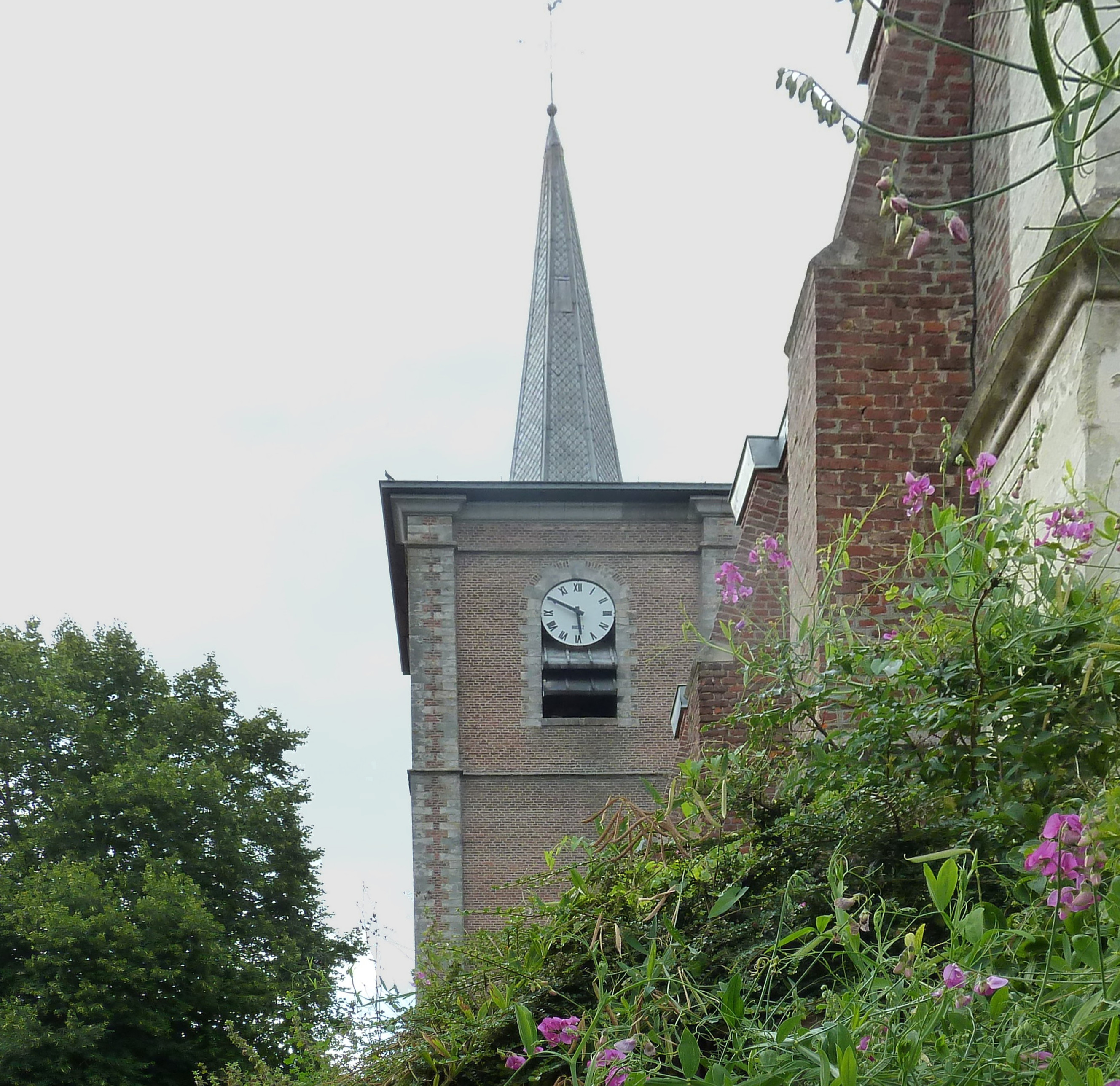
Vendegies-sur-Écaillon (Nord, Fr) la flèche de l'église Saint-Saulve
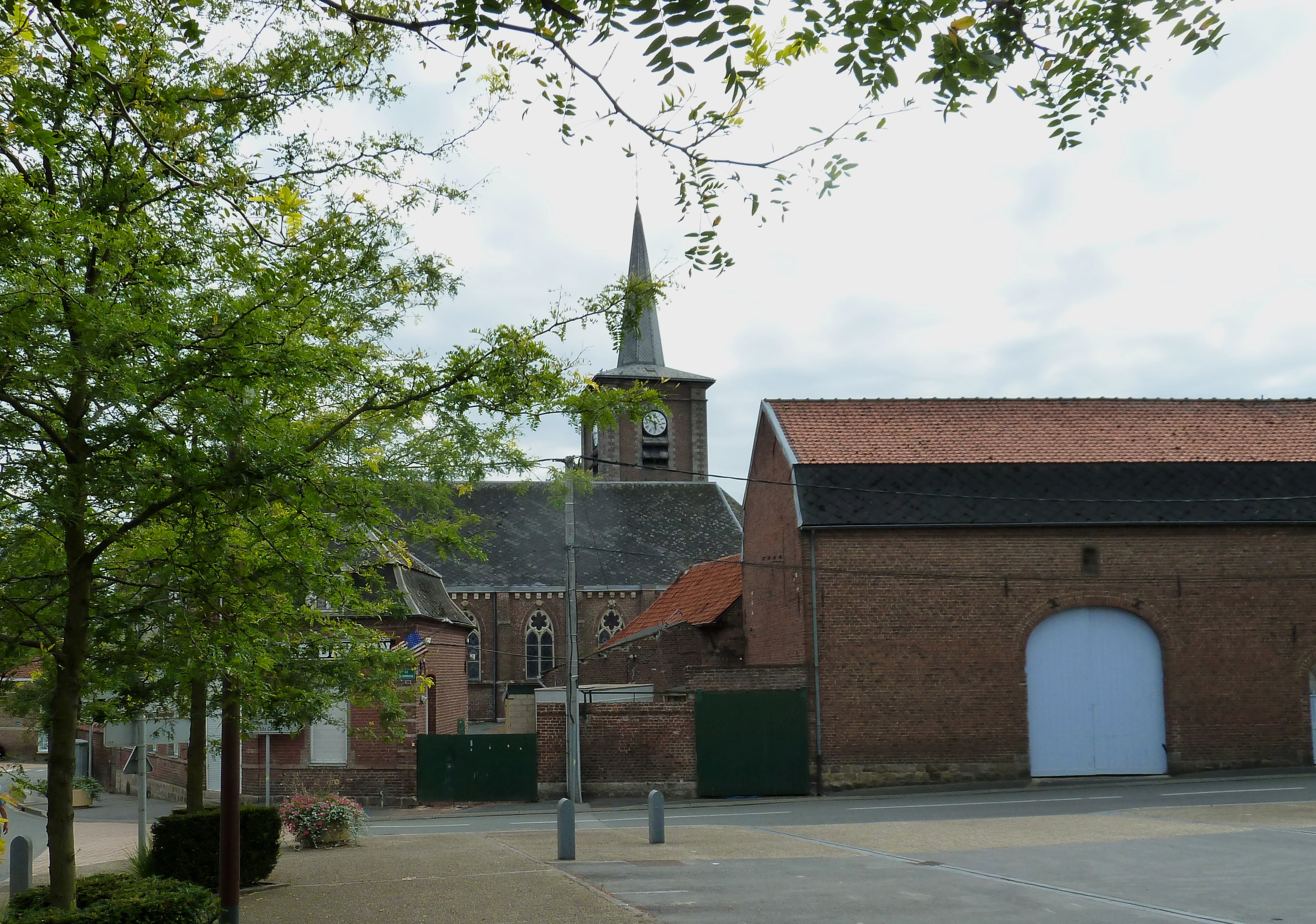
L'église Saint-Saulve vue de la Brasserie St Eloy

### Le «Gros Caillou»
Encore appelé « Grès [de] Montfort » est un mégalithe  situé sur une des hauteurs du village, au lieu-dit « Bruyère de Sommaing » ou « Bruyère de Montfort ». Cette pierre est constituée de grès tertiaire du Landénien. Elle est située sur un terrain qui appartenait autrefois aux pauvres de la commune, et mesure un peu plus de 2 m. Elle est classée à l'inventaire des monuments historiques depuis le 18 mars 1980.
Dans la région, des menhirs faits de la même pierre ont été retrouvés au Mont-Saint-Éloi, à Oisy-le-Verger, Solre-le-Chateau, Lécluse et Hollain selon L. Desailly (1922) qui a signalé qu'en 1800, il restait encore 50 grès semblables au Grès Montfort, répartis sur la bruyère. Aujourd'hui seul celui-ci demeure.
Le Dr Bombart, historien local cité par l'auteur précédent, indique qu'à moins de 100 m de là, on a creusé des carrières parfois d'une profondeur de 10 m pour en extraire à grand peine d'autres grès moins importants.

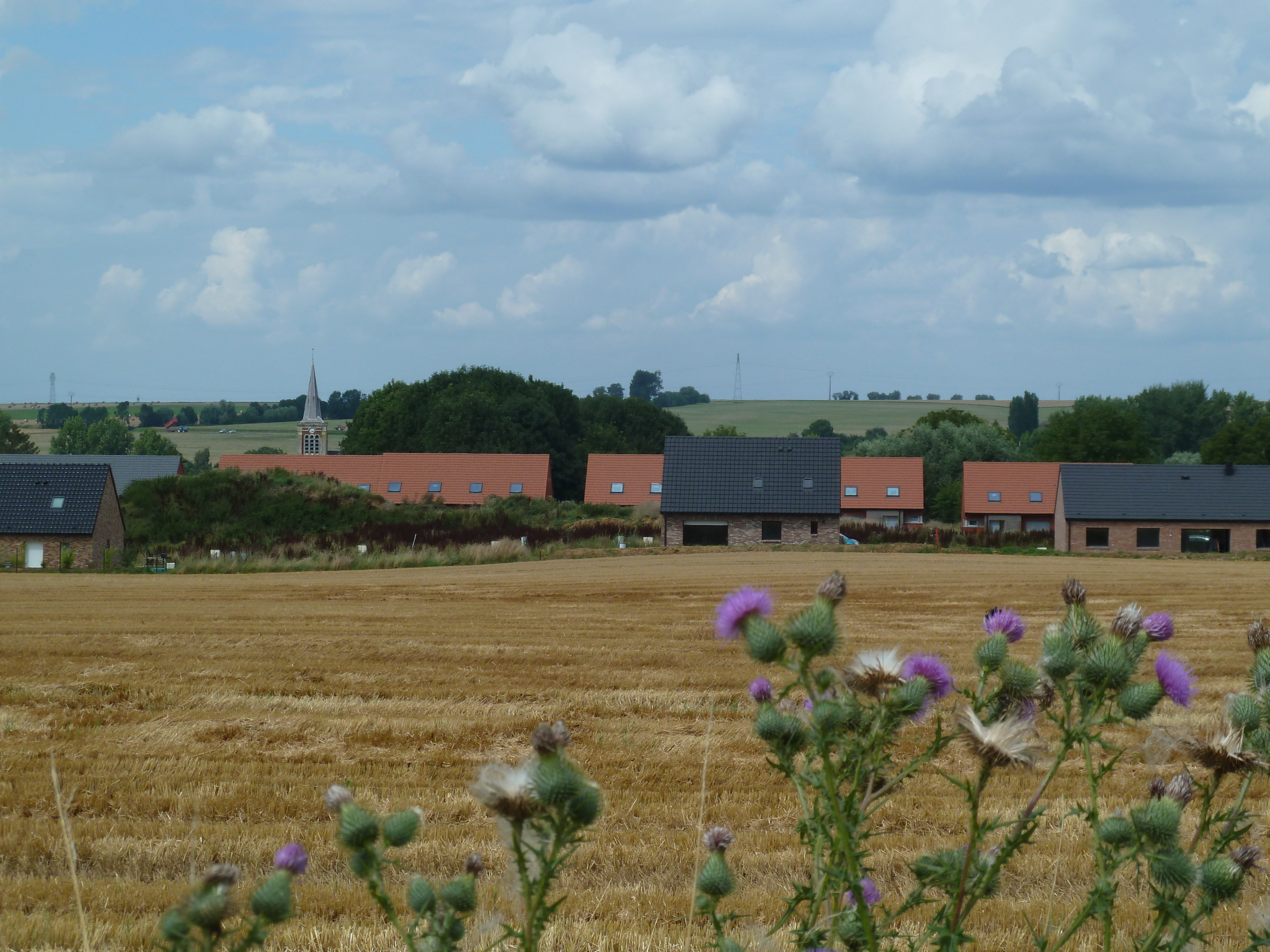
La balade du Menhir
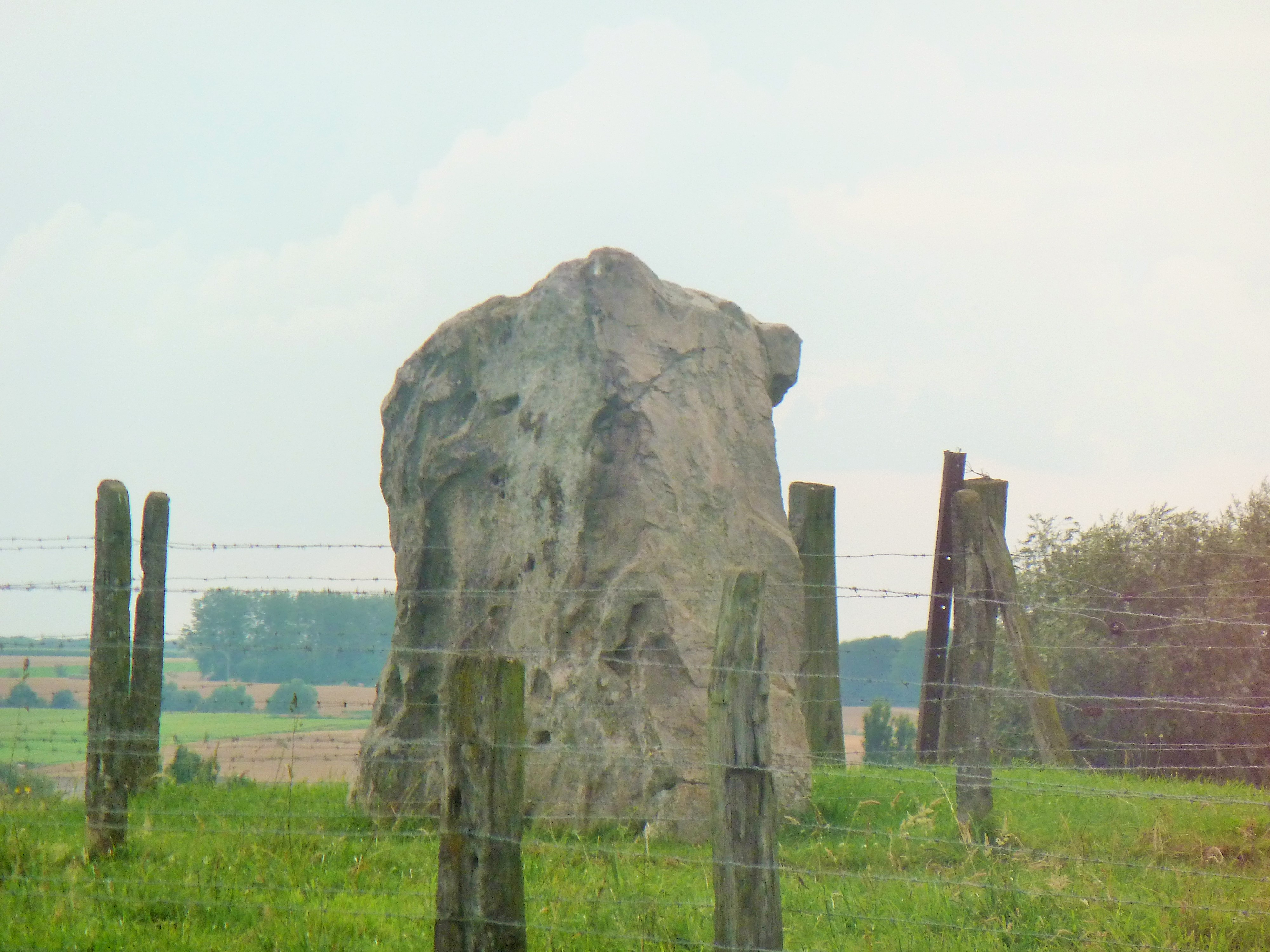
Le Menhir dit Le Gros Caillou ou Grès Montfort

### Le patrimoine local inclut encore
- la brasserie de Bisiau Jenart, devenue brasserie Saint-Éloi ;
- deux anciens moulins à eau sur les Harpies : le moulin du marais et le moulin de la place ;
- le calvaire.
- le cimetière militaire situé à la sortie sud du village, route de Solesmes.

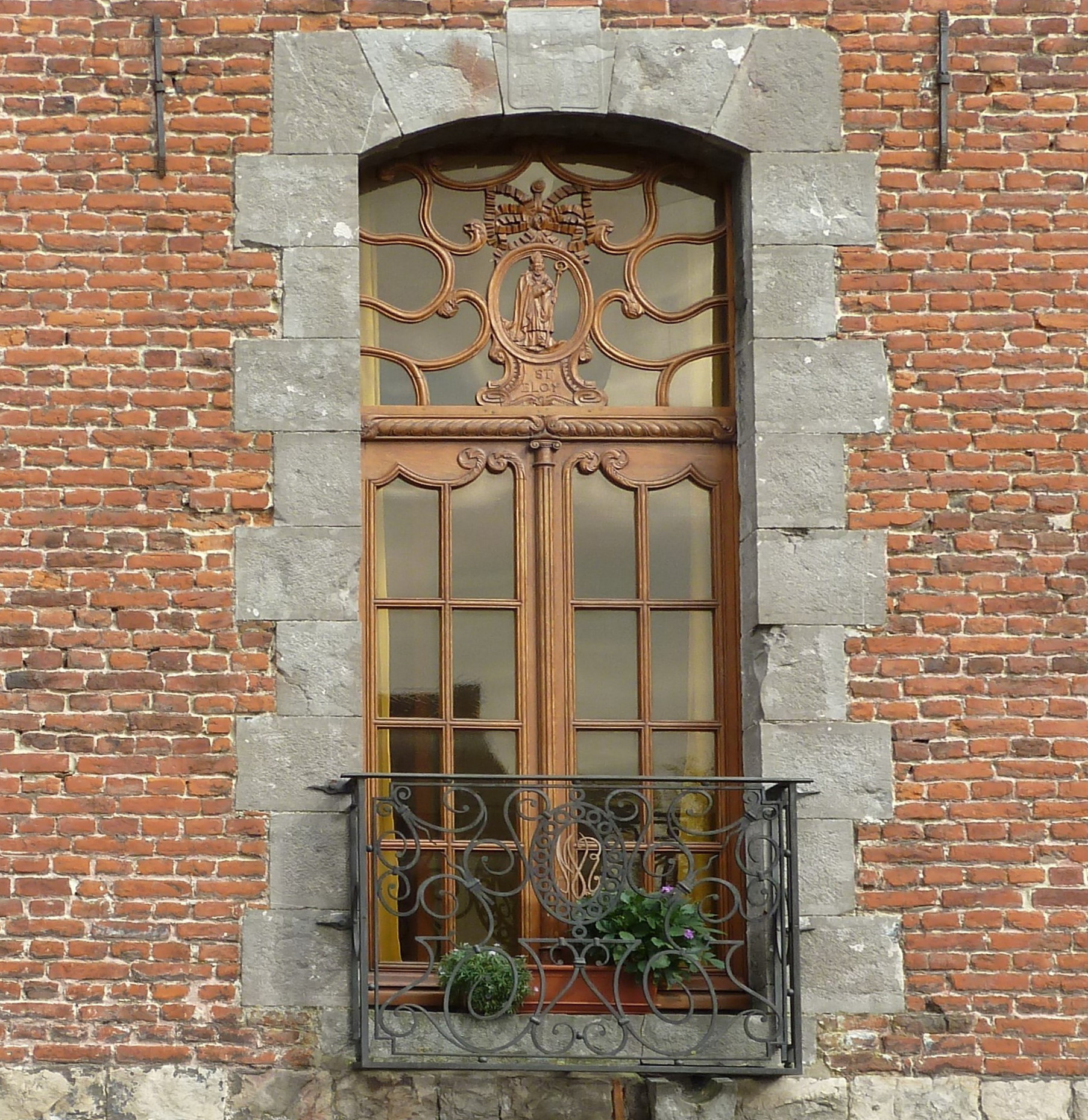
Vendegies sur Ecaillon.- Ancienne brasserie Bisiau (3)

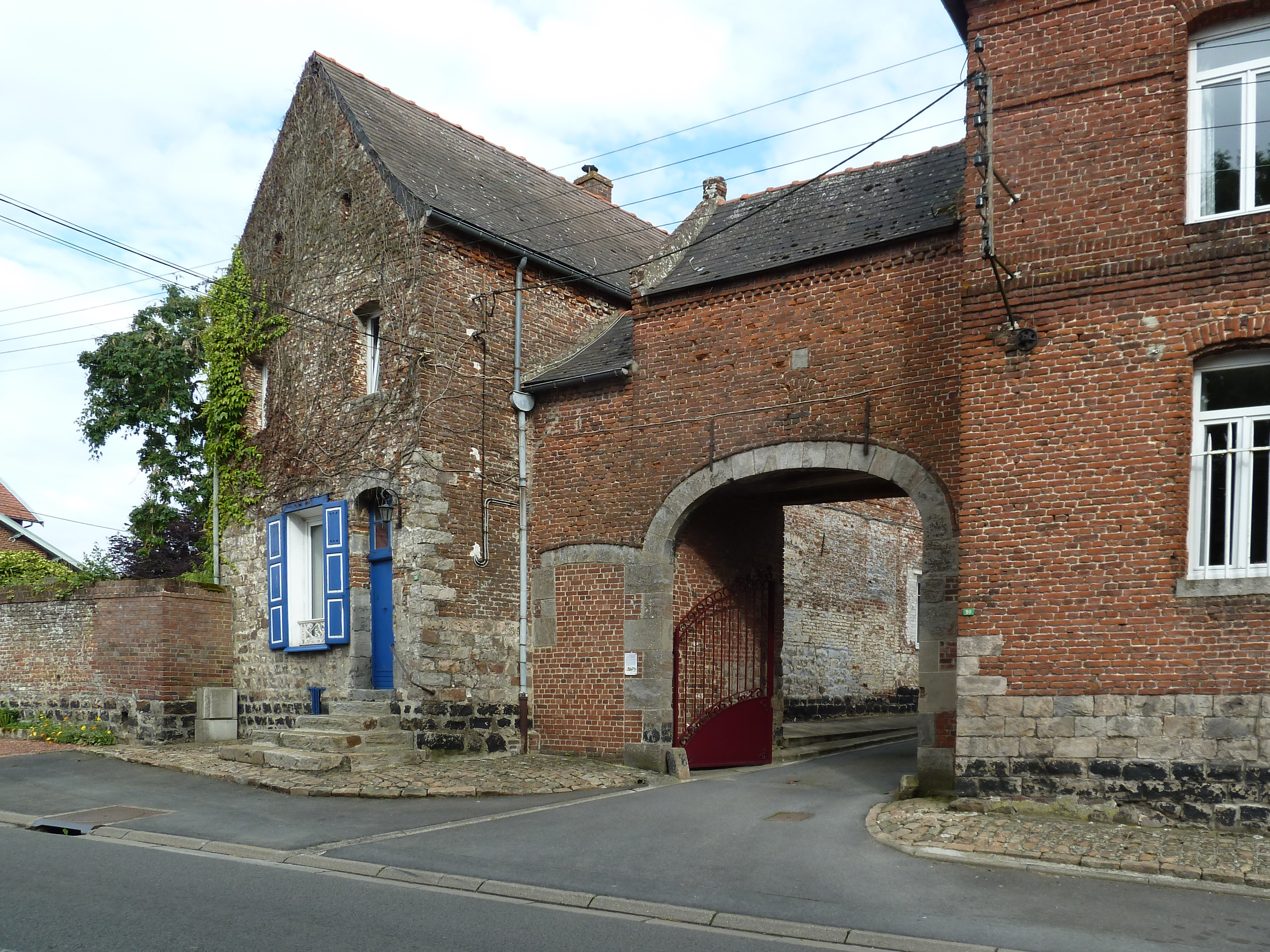
Porche de la brasserie de Bisiau Jenart, devenue brasserie Saint-Éloi
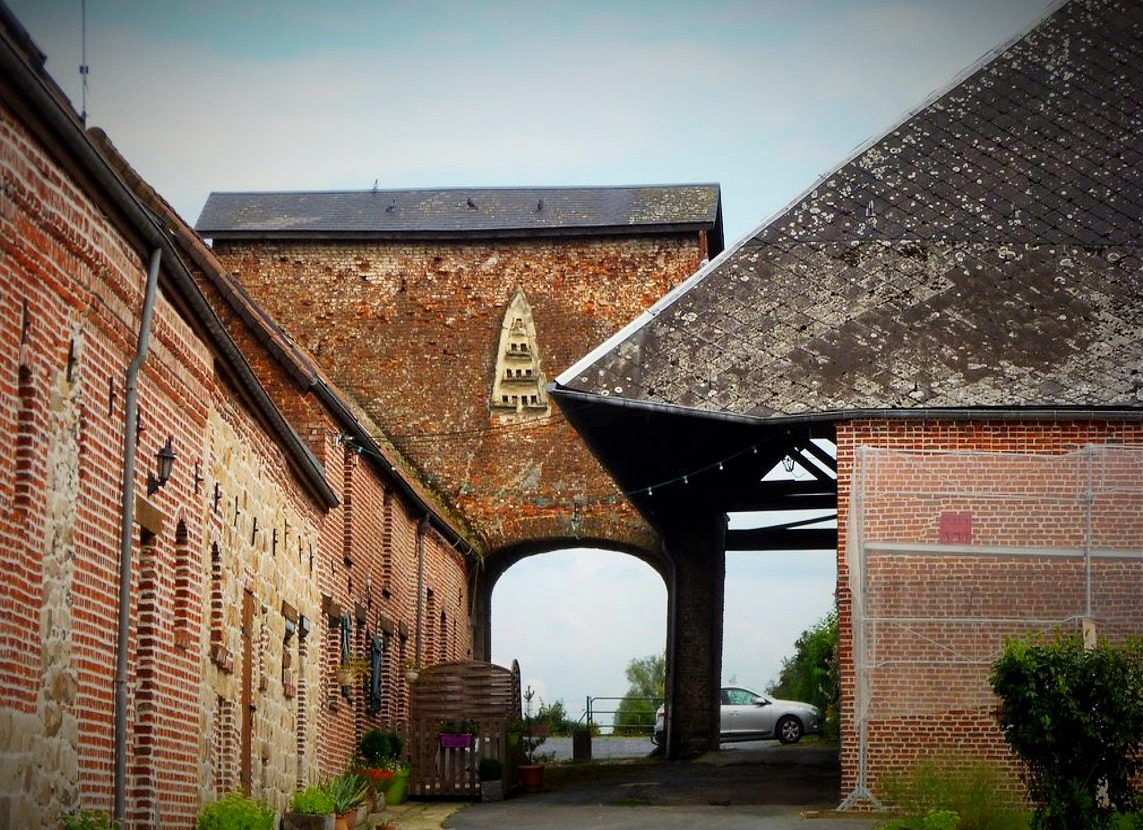
Pigeonnier dans la brasserie de Bisiau Jenart,

- deux chapelles : Notre-Dame-des-Affligés et Saint-Joseph[70].

### Patrimoine culturel
La briquette de l'Écaillon est un fromage fermier frais de chèvre.

### Personnalités liées à la commune
- Yvon Bourrel, né en 1932 à Vendegies-sur-Écaillon, est un compositeur français.

### Héraldique
| Armes de Vendegies-sur-Écaillon | Les armes de la commune de Vendegies-sur-Écaillon se blasonnent ainsi : D'or à la roue de six rayons de gueules. |

## Pour approfondir